# Border Run
Border Run, título anterior The Mule (bra: A Fronteira), é um filme independente de mistério e suspense estadunidense de 2012 produzido por Lucas Jarach e dirigido por Gabriela Tagliavini. O filme é baseado em fatos reais e foi lançado em DVD em 26 de fevereiro de 2013. Sharon Stone estrela como uma repórter americana que procura seu irmão desaparecido. O filme retrata o contrabando de pessoas na fronteira entre os Estados Unidos e o México.

## Sinopse
Sharon Stone retrata a jornalista Sofie Talbert, uma jornalista contundente contra a imigração ilegal para os Estados Unidos. Ao saber que seu irmão desapareceu no México, ela vai procurá-lo e descobre a realidade brutal de pessoas desesperadas que arriscam suas vidas para entrar nos Estados Unidos. O filme também aponta que alguns ilegais são removidos duas vezes de seu país de origem, tendo cruzado da América Central para o México e depois para os Estados Unidos, o que aumenta os perigos que enfrentam.[carece de fontes?]

## Elenco
| Ator/Atriz        | Papel         |
| ----------------- | ------------- |
| Sharon Stone      | Sofie Talbert |
| Billy Zane        | Aaron Talbert |
| Miguel Rodarte    | Javier        |
| Manolo Cardona    | Roberto       |
| Olga Segura       | Maria         |
| Giovanna Zacarías | Juanita       |
| Rosemberg Salgado | Rafael        |

## Premiações
Border Run foi indicado para Melhor Longa-Metragem no Imagen Foundation Awards de 2013.